# Giuseppe Bossi
Giuseppe Bossi (Busto Arsizio, 11 agosto 1777 – Milano, 9 dicembre 1815) è stato un pittore, scrittore e collezionista d'arte italiano.
Fu uno dei protagonisti del neoclassicismo milanese accanto a Ugo Foscolo, Giuseppe Parini, Alessandro Manzoni e Carlo Porta. Nonostante fosse anche letterato, poeta e disegnatore di rilievo, viene soprattutto ricordato per le sue opere pittoriche.

## Biografia

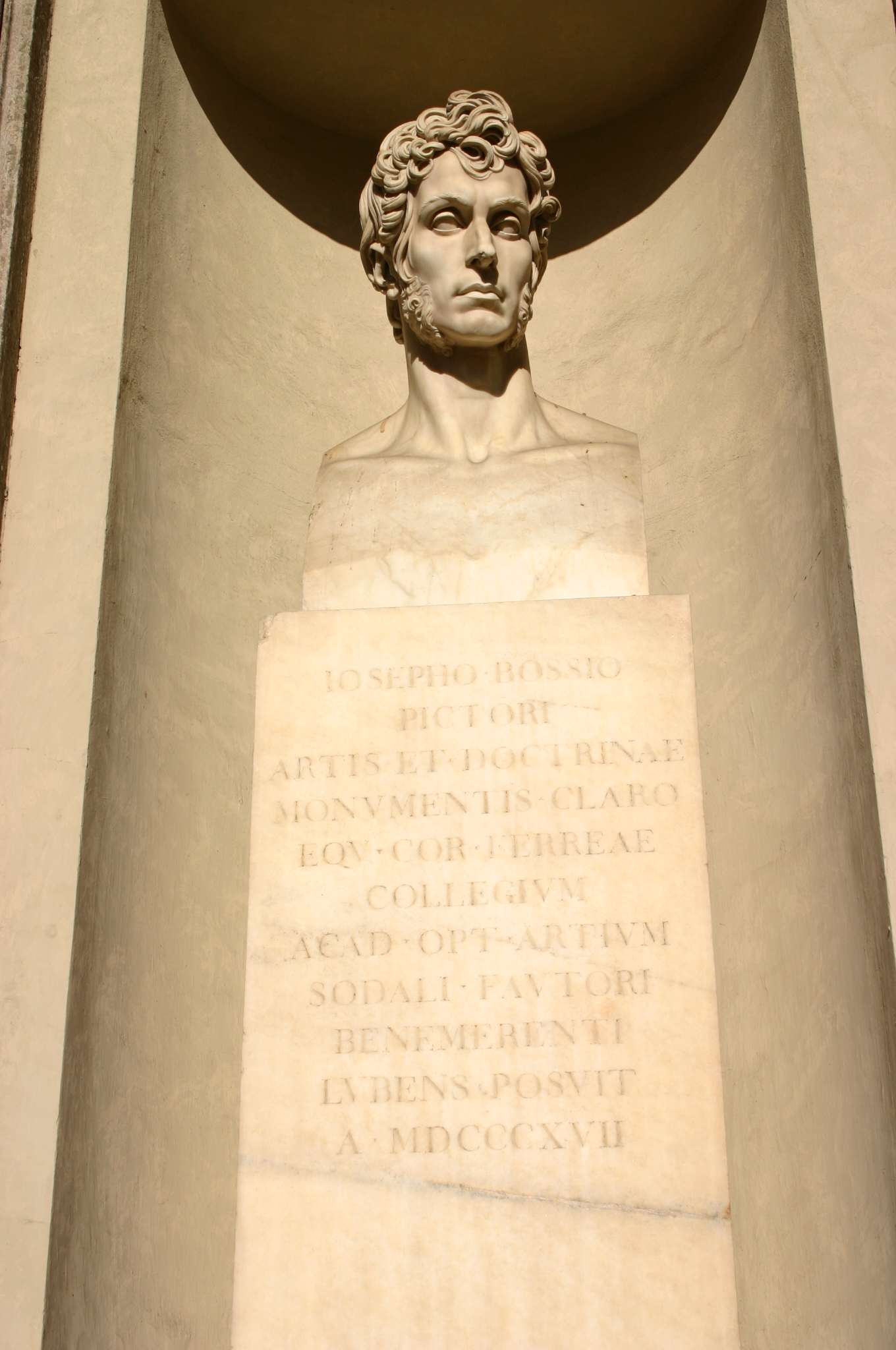
Busto a Giuseppe Bossi, di Camillo Pacetti, nel Palazzo di Brera.

Dopo aver frequentato l'Accademia di Belle Arti di Brera, una borsa di studio a Roma gli permise di venire a contatto con i grandi modelli della pittura rinascimentale e della statuaria classica frequentando artisti come Antonio Canova, Felice Giani e Angelika Kauffmann.
Rientrato a Bologna, nel 1801 fu nominato segretario dell'Accademia di Belle Arti di Brera a Milano. Nel 1802 compì un viaggio a Parigi insieme all'incisore monzese Giuseppe Longhi e vi frequentò l'ambiente artistico. Tornato in Italia, nel 1803 curò la redazione del nuovo Statuto di Brera introducendo sostanziali riforme e novità nell'insegnamento accademico e portando in breve questo istituto ad avere un ruolo preminente nella determinazione del gusto del tempo in Italia settentrionale. 
Con lo stesso Statuto fu dato grande impulso alla Pinacoteca di Brera, che venne dotata del suo primo nucleo di opere. Ricoprì tale incarico fino al 1807 anno in cui, con sua grande amarezza, rassegnò le dimissioni.
Ed è proprio dal 1807 che Bossi inizia a scrivere le sue Memorie sotto forma di diario della propria vita, attività che sospenderà soltanto pochi giorni prima di morire nel 1815.
Nel 1805 scrisse Sulla utilità politica delle Arti del Disegno dove sosteneva che il valore e l'utilità delle arti stava nella loro natura incitatrice alle virtù civili. Collezionò varie pagine di Leonardo Da Vinci, che dopo la sua morte furono trasferite alle Gallerie dell'Accademia di Venezia e Torino. 
Insieme ad altri artisti di tendenze neoclassiche, effettua le decorazioni degli interni della Villa Melzi d'Eril a Bellagio. Dal 1809 sino alla morte dimorò a Milano presso il Palazzo Durini di Monza, dove anche il Canova ebbe il suo studio durante i suoi soggiorni milanesi ospite dei Conti Durini di Monza.
Dopo la prematura morte avvenuta a 38 anni gli amici e colleghi Antonio Canova, Pompeo Marchesi e Pelagio Palagi realizzarono e gli dedicarono un monumento alla memoria eretto nel 1818 presso la pinacoteca Ambrosiana dove ancora si trova.
Il Bossi venne sepolto al cimitero del Gentilino fuori Porta Ticinese poi demolito nel 1895; i suoi resti non sono identificabili. Sulla tomba una lapide in latino intitolata a IOS. FRAN. BOSSIVS elencava i meriti e i titoli del pittore.

## Scritti
- Del Cenacolo di Leonardo da Vinci : libri quattro, Milano, Stamperia Reale, 1810. Ospitato su archive.org.
- Leonardo Da Vinci Padova, 1808.